# Клан Грэм
Грэм (Clan Graham, Clann Greumach) — один из кланов, представленных и в равнинной, и в горной частях Шотландии. 

## История

### Происхождение
Историки в основном считают клан норманнским по происхождению.
Название «Грэм» происходит от английского топонима «Grantham» в Линкольншире, которое упоминается в Книге Страшного суда как Grantham и как Graham. Первым Грэмом в Шотландии стал сэр Вильям де Грэм (или De Graeme), норманнский дворянин, который сопровождал короля Давида I в 1128 году. От него ведет своё происхождение знаменитый род Монтрозов.

### Известные представители
- Джон де Грэм (Sir John de Graham) был другом и соратником доблестного Вильяма Уоллеса и сложил свою голову в битве при Фолкирке (1298 г.).
- Грэм, Джеймс, 1-й маркиз Монтроз (1612—1650) — выдающийся шотландский полководец, ковенантер, командующий войсками короля Карла I в период гражданской войны в Шотландии 1644—1646 годов.
- Ричард Грэм (en:Richard Graham, 1st Viscount Preston; 1648—1695), английский дипломат, был послом Карла II во Франции, при Иакове был лордом-президентом совета. За участие в заговоре в пользу Иакова был в 1691 г. приговорен к смерти, но помилован, когда выдал своих сообщников. Перевел на английский язык сочинение Боэция «De consolatione philosophiae»;
- Джон Грэм Клавергауз (en:John Graham, 1st Viscount Dundee; 1648—1689) — полководец, прошедший хорошую военную школу под начальством принца Конде. После бегства Иакова II собрал войско для защиты его прав, но при Килликранки был разбит и пал в битве. Ср. Napier, «Memorials and letters illustrative of the life and times of G.» (1859).
- Томас Грэм, лорд Линедох (1748—1843) — выдающийся английский генерал; взял после 2-летней осады Мальту (на которую претендовал Павел I); с отличием сражался в Испании (1808—13); в 1814 г. высадился в Голландии и, соединившись с прусским генералом Тименом, одержал блистательную победу над бонапартистами при Мерксоме. Ср. I. М. Graham, «General G. memoirs» (2 изд. 1877); Delavoye, «Life of Th. G.» (1880).
- Джеральд Грэм (en:Gerald Graham; 1831—1899), английский генерал, в 1884—1885 г. командовал отрядом против суданцев, предводительствуемых французским ренегатом Османом Дигмой, которого он разбил при Тамае и тем освободил город Суаким.

## Замки

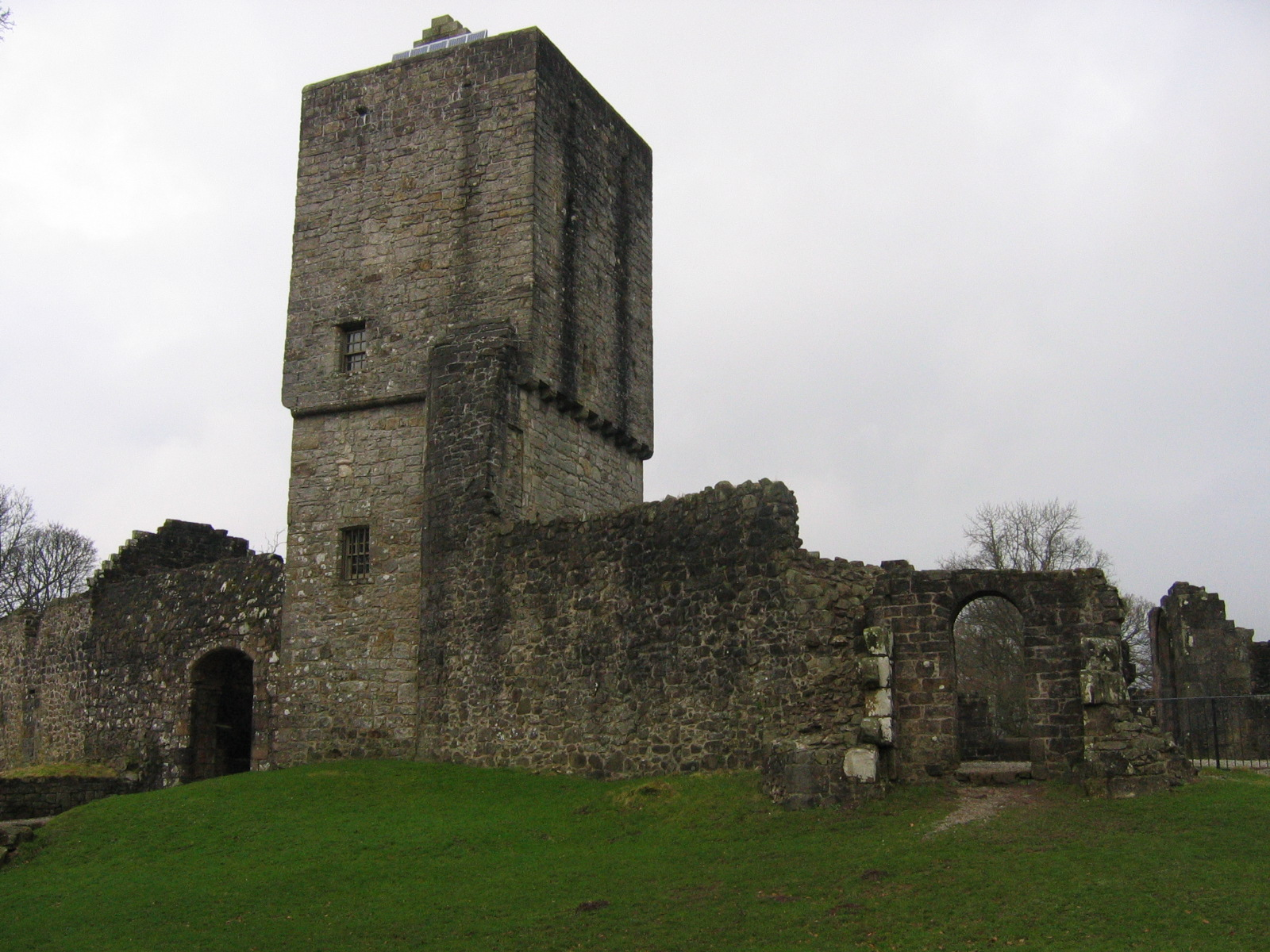
Руины замка Магдок

- Mugdock Castle, приобретённый в XIV веке, был резиденцией вождей клана — графов Монтрозов.
- Claypotts Castle был куплен Грэмами в 1601.
- Dalkeith Palace перешел от Грэмов к Дугласам в XIV веке.
- Mains Castle был построен Дэвидом Грэмом в 1562.
- Inchtalla Castle был резиденцией Грэмов, ярлов Ментейт.
- Sir John de Graham Castle считается местом рождения легендарного Джона де Грэма.

## Септы
Airth, Alirdes, Allardes, Allardice, Allardyce, Allerdyce, Alyrdes, Ardes, Auchinloick, Ballewen, Blair, Bonar, Bonnar, Bonner, Bontein, Bontine, Bontyne, Bountene, Buchlyrie, Buchlyry, Bullman, Buntain, Bunten, Buntin, Buntine, Bunting, Bunten, Buntin, Buntyn, Buntyng, Buting, Conyers, Crampshee, Cramsy, Cransie, Drumaguhassie, Drumagaassy, Drumaguhassle, Duchray, Duchwray, Dugalston, Durchray, Esbank, Fintraie, Fintray, Fintrie, Glennie, Glenny, Grame, Graeme, Grahame, Grahym, Grim, Grime, Grimes, Grimm, Hadden, Haddon, Haddin, Haldane, Halden, Hastie, Haldine, Hasty, Hastiy, Howden, Howe, Howie, Kilpatrich, Lingo, MacCribon, MacGibbon, MacGilvern, MacGilvernock, MacGilvernoel, MacGribon, MacGrime, MacGrimen, Macllvern, Macllvernock, MacKibben, MacKibbin, MacKibbins, MacPiot, MacPiott, MacPotts, MacRibon, MacRigh, MacRis, MacRiss, MacShile, MacShille, MacShillie, Maharg, Menteith, Monteith, Monzie, Orchille, Pitcarian, Piatt, Pyatt, Pye, Pyott, Reddoch, Reddock, Rednock, Riddick, Riddoch, Riddock, Serjeant, Sirowan, Sterling , Strowan, Strowen.